# Julio César Antúnez
Julio César Antúnez Amorín (Montevideo, 9 gennaio 1956) è un allenatore di calcio ed ex calciatore uruguaiano, di ruolo difensore.

## Carriera

### Giocatore

#### Club
Debuttò nel 1973 con il River Plate (Montevideo).

### Allenatore
Dal 1987 ha intrapreso la carriera di allenatore, guidando diverse squadre sudamericane.